# Texaanse Onafhankelijkheidsoorlog
De Texaanse Revolutie (Engels: Texas Revolution) of de Texaanse Onafhankelijkheidsoorlog (Spaans: Guerra de independencia tejana) was een militair conflict tussen Mexico en rebellen in Texas, destijds onderdeel van de Mexicaanse staat Coahuila y Texas. De oorlog duurde van 2 oktober 1835 tot 21 april 1836 en eindigde met de onafhankelijkheid van de Republiek Texas.

## Achtergrond
De Mexicaanse Onafhankelijkheidsoorlog beëindigde de controle die Spanje had uitgeoefend op zijn Noord-Amerikaanse grondgebied. Het nieuwe land van Mexico werd gevormd uit een groot deel van het grondgebied van het voormalige vicekoninkrijk Nieuw-Spanje. Op 4 oktober 1824 kreeg Mexico een nieuwe grondwet die het land definieerde als een federale republiek met negentien staten en vier territoria. Texas werd een deel van een nieuw opgerichte staat Coahuila y Tejas, waarvan de hoofdstad Saltillo was. De Mexicaanse regering stond in deze periode de immigratie van (Anglo-)Amerikanen naar het schaars bevolkte Texas toe, onder voorwaarde dat zij zich bekeerden tot het Katholicisme. Al snel bleken er culturele en politieke spanningen te ontstaan. Veel immigranten bleven vasthouden aan hun protestantse godsdienst, en poogden, tegen de Mexicaanse grondwet in, slavernij naar Texas te brengen. Andersom beschuldigden de kolonisten de Mexicaanse overheid ervan de grondwet niet na te leven en bevoegdheden die grondwettelijk voorbehouden waren aan de staten te usurperen.
President Anastasio Bustamante poogde in 1830 de immigratie naar Texas aan banden te leggen, maar het was toen feitelijk al te laat. Volgens gegevens uit 1834 woonden in dat jaar 30.000 Anglo-Texanen (Texianen) in Texas tegenover 7.800 Mexicaanse Texanen (Tejanos). Toen Antonio López de Santa Anna zich in 1835 tot alleenheerser van Mexico uitriep en de grondwet van 1824 opschortte, sloeg de vlam in de pan en verklaarde Texas zich onafhankelijk.
Gonzalez · Concepcion · Grass Fight · Bexar · San Patricio · Dulce · Alamo ·  Refugio · Coleto · San Jacinto